# Telemark (esqui)

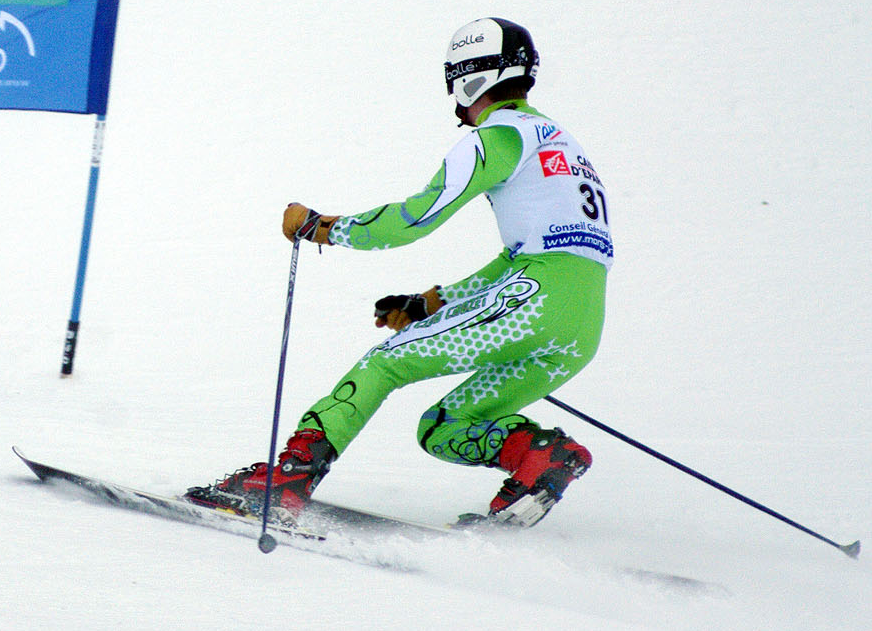
Um atleta numa competição de telemark.

Telemark é uma técnica de esqui que nasceu em 1825 pelas mãos de Sondre Norheim, considerado o pai do esqui moderno. O nome deste técnica vem de uma região da Noruega chamada Telemark, onde Sondre inventou esta maneira de fazer curvas em esquis.
É uma técnica de aterragem em saltos de esqui que Simon Ammann deixou de conseguir executar na temporada 2015/2016 da Taça do Mundo desta modalidade.